# Desprez (krater)
Desprez är en nedslagskrater på planeten Merkurius, med en diameter på ungefär 47 kilometer.
1979 uppkallades kratern efter tonsättaren Josquin des Prez.